# Quatre Aventures de Reinette et Mirabelle
Pour plus de détails, voir Fiche technique et Distribution.
Quatre Aventures de Reinette et Mirabelle est un film français réalisé par Éric Rohmer et sorti en 1987. Le film est composé de quatre courts métrages, L'Heure bleue, Le Garçon de café, Le Mendiant, la Kleptomane et l'Arnaqueuse et La Vente du tableau.
Reinette et Mirabelle représente pour Rohmer un retour aux sources, aux premiers films mettant en scène les jeunes Charlotte et Véronique, une collection de quatre courts métrages tournés en commun avec Jean-Luc Godard. Mais ce qui différencie ce film de la plupart de ses prédécesseurs et successeurs, c'est l'absence de situations amoureuses.

## Synopsis

### L'Heure bleue
Mirabelle, étudiante parisienne, a un pneu crevé lors d'une excursion à vélo à la campagne. Reinette, qui vit seule dans une grange transformée, l'aide à la réparer et lui montre ensuite son atelier et ses tableaux peints en autodidacte. Mirabelle passe la nuit chez Reinette pour vivre l'heure bleue à la campagne, ce court moment avant l'aube où tous les êtres vivants sont silencieux. Mais lorsqu'un motard vient perturber ce moment, elle doit passer une autre journée chez Reinette pour avoir une deuxième occasion d'y vivre l'aube. Au cours de cette journée les deux femmes se lient d'amitié. Mirabelle invite Reinette à venir s'installer chez elle lorsqu'elle commencera ses études d'art. Cette nuit-là, elles vivent une heure bleue sans nuages.

### Le Garçon de café
Reinette, qui s'est installée à Paris pour étudier à l'école des beaux-arts, partage un appartement avec Mirabelle. Les deux femmes se donnent rendez-vous dans un café que Reinette a du mal à trouver dans le dédale des rues parisiennes. En attendant son amie, elle s'attire les foudres d'un serveur grossier qui refuse de lui rendre la monnaie de son billet de 200 Francs. Lorsque Mirabelle arrive enfin, devant l'aversion de l'homme, elle convainc l'honnête Reinette de partir sans payer l'addition dérisoire. Mais Reinette, fidèle à ses principes, revient plus tard au café pour payer son dû mais ne revoit pas le serveur, qui n'était qu'un intérimaire.

### Le Mendiant, la Kleptomane et l'Arnaqueuse
Reinette et Mirabelle discutent pour savoir si elles doivent donner de l'argent aux mendiants. Alors que Reinette veut donner de l'argent à tous ceux qui en ont besoin, Mirabelle limite cette pratique aux personnes qui lui sont sympathiques. Mirabelle enfreint encore plus les principes moraux rigides de Reinette lorsqu'elle aide une voleuse à l'étalage et qu'elle ramène même les objets volés avec lesquels elle veut fêter l'anniversaire de Reinette. Mais ses principes sont également ébranlés lorsque, à la gare, une arnaqueuse lui soutire l'argent d'un billet de train et que personne ne veut ensuite aider Reinette qui fait la manche. Lorsqu'elle confronte l'arnaqueuse, elle est prise de pitié pour ses tristes conditions de vie.

### La Vente du tableau
Reinette ne peut plus se permettre de payer son loyer à Paris. Elle n'a pas trouvé de travail dans la ville et ne veut pas non plus être distraite de la peinture par une activité qui ne l'épanouit pas. Passionnée, elle explique à son amie l'importance du silence pour son art. Lorsque Mirabelle lui fait remarquer la contradiction qu'il y a à parler du silence à mots couverts, Reinette fait le pari qu'elle peut rester silencieuse pendant toute une journée. C'est justement ce jour-là qu'un galeriste veut acquérir l'un de ses tableaux. L'entretien de vente se transforme en monologue du galeriste, jusqu'à ce que Mirabelle s'en mêle : elle fait croire à l'homme que le peintre est muet et réussit à obtenir ce qu'elle veut. Dès que les filles sont parties, le marchand d'art propose le tableau aux clients au double du prix convenu..

## Fiche technique
- Titre original : Quatre Aventures de Reinette et Mirabelle
- Réalisation : Éric Rohmer
- Scénario : Éric Rohmer d'après une idée de Joëlle Miquel
- Photographie : Sophie Maintigneux
- Son : Pascal Ribier, Pierre Camus (pour L'Heure bleue)
- Montage : María Luisa García
- Musique : Ronan Girre, Jean-Louis Valero
- Production : Margaret Menegoz, Françoise Etchegaray
- Sociétés de production : Compagnie Éric Rohmer, Les Films du losange
- Sociétés de distribution : Les Films du losange
- Pays d'origine :  France
- Langue originale: français
- Format : couleurs - 16 mm[1] gonflé en 35 mm[2] - 1,33:1 - son monophonique
- Genre : comédie dramatique
- Durée : 95 minutes
- Date de sortie :
  - France : 4 février 1987
- (fr) Mentions CNC : tous publics et art et essai (visas no 63789, no 63790, no 63791 et no 63792 délivrés le 8 février 1988)

## Distribution
Dans les quatre aventures :
- Joëlle Miquel : Reinette
- Jessica Forde : Mirabelle

### L'Heure bleue
- Reinette et Mirabelle

### Le Garçon de café
- Philippe Laudenbach : le garçon de café
- François-Marie Banier : un passant
- Jean-Claude Brisseau : un passant

### Le Mendiant, la Kleptomane et l'Arnaqueuse
- Haydée Caillot : la dame charitable
- Béatrice Romand : l'inspectrice
- Gérard Courant : l'inspecteur
- David Rocksavage[Note 2],[3] : le touriste anglais
- Yasmina Aury : la kleptomane
- Marie Rivière : l'arnaqueuse
- Jacques Auffray : le tapeur

### La Vente du tableau
- Fabrice Luchini : le marchand de tableaux
- Françoise Valier : une visiteuse de la galerie
- Marie Bouteloup : une visiteuse de la galerie

## Production
Après le grand succès du Rayon vert, qui avait remporté le Lion d'or à la Mostra de Venise 1986, Rohmer est revenu avec Quatre aventures de Reinette et Mirabelle à son concept de production : une petite équipe de tournage, dont une fois de plus la jeune chef opératrice Sophie Maintigneux, la technique facile à manier du format 16 mm et l'improvisation des acteurs. Certes, comme pour d'autres œuvres du cycle Comédies et Proverbes des années 1980, les dialogues étaient déjà écrits à l'avance, mais Rohmer a laissé les deux actrices principales improviser la réalisation. Ce faisant, il a également accepté que les actrices parlent en même temps, comme cela arrive dans les discussions animées.
A l'origine du film, il y a la prise de contact en novembre 1984 de Joëlle Miquel, alors âgée de 17 ans, avec Éric Rohmer par l'intermédiaire de son studio de production. La jeune actrice s'est montrée confiante et bavarde et a raconté au réalisateur, toujours à la recherche d'idées, diverses histoires inspirantes de sa vie, jusqu'à ce qu'il décide de faire un film avec elle. Les trois premiers épisodes du film sont basés sur des expériences vécues par Miquel, qui a également peint les tableaux présentés, des nus féminins surréalistes. Son caractère précoce, bêcheur et rigide était aussi fascinant que fatigant pour Rohmer, et elle provoquait aussi des tensions avec les actrices que Rohmer avait choisies pour le deuxième rôle principal. Anne-Laure Meury, avec laquelle Rohmer avait déjà travaillé dans Perceval le Gallois et La Femme de l'aviateur, se désista. Finalement, Rohmer trouva en mai 1985, un mois avant le tournage, Jessica Forde, jeune étudiante et future actrice, pour le second rôle féminin plus libre et plus tolérant.

« Par l'intermédiaire de la photographe Carole Bellaïche, il a entendu parler de moi. Il a laissé un message sur mon répondeur : "Bonjour, c'est Éric Rohmer, je voudrais vous rencontrer...". Je suis allée au Losange, il m'a fait lire un texte, je crois tiré d'un des Contes moraux, puis il m'a dit le lendemain que le rôle était pour moi, non sans avoir tenté de me dissuader de faire du cinéma. Mais j'y tenais, alors il m'a prise. Avant que nous rencontrions Rohmer, nous n'étions rien : c'était le premier film de Joëlle Miquel et mon premier également, je suivais simplement des cours de théâtre. Le plus drôle était que les rôles étaient inversés : moi, la frondeuse de la ville, j'avais été élevée à la campagne, et Joëlle, le rat des champs, avait vécu dans une cité près de Paris... »

— Jessica Forde
Le tournage de Quatre Aventures de Reinette et Mirabelle a duré six semaines au total, réparties entre juin 1985 et mars 1986, la plupart du temps pendant les week-ends ou les vacances. Ils n'ont pas été annoncés ni autorisés par les autorités et se sont déroulés presque en secret, à l'insu du public, toujours à la sauvette. Rohmer était satisfait du résultat et décrivait : « Le Rayon vert et Reinette et Mirabelle sont deux films d'amateur. L'un est un film de vacances, l'autre est un film de fin de semaine. Ce sont des films qui m'ont laissé intact nerveusement. Je m'y suis reposé ». Le film à sketches était aussi pour Rohmer une façon de revenir aux courts métrages de ses débuts.
Pendant un certain temps, Rohmer envisagea d'ajouter d'autres sketches avec Reinette et Mirabelle sous la forme d'une série, mais le rapport avec son actrice principale était finalement trop tendu pour lui aussi, et il fut soulagé de terminer le film. Des ébauches montrent un cinquième sketch initialement prévu, dans lequel Mirabelle devait rencontrer un vendeur de disques qui se montrait aussi colérique que le serveur dans le deuxième sketch vis-à-vis de Reinette. Rohmer a développé l'intrigue pour en faire son unique pièce de théâtre, Le Trio en mi bémol, dont la première a eu lieu fin 1987 au Théâtre Renaud-Barrault à Paris. Aux côtés de Pascal Greggory, Jessica Forde tenait le rôle féminin dans cette pièce à deux personnages. Rohmer a cependant changé le nom de son rôle de Mirabelle en Adèle.

## Accueil critique
La presse française est assez condescendante avec le film, comme Robert Chazal dans France-Soir du 4 février 1987 qui brode sur le thème de « la souris des villes et la souris des champs » ou d'autres comme Jacques Siclier dans Le Monde du 10 février 1987 qui fait allusion aux « fantasmes d'homme mûr » de Rohmer, ou encore Michel Pérez du Matin de Paris du 4 février 1987 qui parle de « la volupté de la redite ».
D'autres critiques sont plus élogieuses, comme les Cahiers du cinéma qui en fait sa une de l'édition de février 1987 ou Serge Daney qui écrit dans Libération :

« Cet homme, qui donne le sentiment de ne filmer que pour constater le trouble qu'il suscite chez ses jeunes actrices, produit des films si simples en apparence que c'est au tour du spectateur d'être troublé. Car ces films sont des monstres de calcul retors sous des petites choses agaçantes, toutes bêtes ou délicieuses. C'est ainsi que Quatre Aventures de Reinette et Mirabelle est à la fois un nouveau chapitre dans l'œuvre rohmérien et quatre épisodes modestes et anonymes destinés à la télévision idéale. On peut rencontrer Reinette et Mirabelle comme on tombe par un hasard de zapping sur un feuilleton imprévu, comme on peut les ranger gravement dans le dossier déjà volumineux des héroïnes rohmériennes. Quelle plus belle réussite pour un auteur aux idées aristocratiques que d'être deux fois crédibles : une fois au cinéma et une fois à la télévision, une fois au sommet (cinéphilique) et une fois à la base (téléphagique) »

— Serge Daney
.